# Charles Martin Hall
Charles Martin Hall (Thompson, 6 dicembre 1863 – Daytona, 27 dicembre 1914) è stato un ingegnere e inventore statunitense, a lui si deve l'invenzione, nel 1886, di un metodo economico di produzione dell'alluminio che divenne in seguito il primo metallo ad avere un uso universalmente diffuso dopo la scoperta preistorica del ferro. È stato tra i fondatori dell'ALCOA.

## Biografia

### La formazione
Charles Hall nacque a Thompson, in Ohio dal reverendo Heman Bassett Hall e Sophronia H. Brooks. Ebbe un fratello e tre sorelle, una delle quali morì in tenera età. Nel 1873 la sua famiglia si trasferì a Oberlin ed egli si diplomò alla Oberlin High School. Nel 1880 si iscrisse all'Oberlin College, dove ricevette il Bachelor of Arts nel 1885. Hall venne incoraggiato nei suoi esperimenti scientifici, che si svolgevano in una baracca dietro la sua casa familiare, dalle idee e dagli strumenti del professore di chimica, Frank Fanning Jewett (1844-1926). La casa di Jewett è conservata ad Oberlin come il Oberlin Heritage Center. Nel centro viene eseguita una dimostrazione dal nome Aluminum: The Oberlin Connection, che comprende una ricostruzione degli esperimenti di Hall del 1886. Anche la casa di Hall viene conservata ad Oberlin, sebbene la baracca sia stata demolita molti anni fa.

### L'invenzione
Hall produsse i primi campioni di metallo il 23 febbraio 1886, dopo numerosi anni di intenso lavoro. Egli dovette fabbricare la maggior parte delle attrezzature per preparare i composti chimici e fu aiutato dalla sorella maggiore Julia. Il fondamento dell'invenzione consiste nel passaggio di corrente elettrica attraverso un bagno di allumina sciolta in criolite, che risulta in una fanghiglia di alluminio che si forma sul fondo della composto. Il 9 luglio 1886 Hall registrò il suo primo brevetto. Lo stesso processo venne scoperto, nello stesso periodo, dal francese Paul Héroult e divenne in seguito indicato come processo di Hall-Héroult.
Dopo non essere riuscito a trovare dei finanziamenti localmente, Hall si recò a Pittsburgh dove strinse contatti col noto metallurgista Alfred E. Hunt. Essi fondarono la Reduction Company di Pittsburgh che apri il primo stabilimento di produzione di alluminio su larga scala. La Reduction Company divenne in seguito la Aluminum Company of America ed in seguito la Alcoa. Hall divenne un azionista di spicco e di conseguenza raggiunse la ricchezza.
Il procedimento Hall-Héroult ebbe come conseguenza la riduzione di circa 200 volte del prezzo dell'alluminio, rendendolo così economico per l'uso pratico. Nel 1900 la produzione industriale raggiunse le ottomila tonnellate. Oggi si produce più alluminio di tutti gli altri metalli non ferrosi messi assieme.
Hall viene considerato l'iniziatore della ortografia americana della parola alluminio (Aluminum). Secondo l'Oberlin College egli ne sbagliò la grafia su un volantino che ne pubblicizzava il processo di produzione. Tale processo ebbe un tale successo che, da allora, gli americani iniziarono a scrivere la parola con una sola 'i'.

### Gli ultimi anni
Hall continuò le sue ricerche per il resto della sua vita ed ottenne ben 22 brevetti, la maggior parte dei quali correlati alla produzione di alluminio. Fu vice presidente dell'Alcoa fino alla sua morte nel 1914 a Daytona Beach in Florida. Morì scapolo e senza figli e venne sepolto nel Westwood Cemetery di Oberlin.